# Vaala
Vaala è un comune finlandese di 2626 abitanti, situato nella regione dell'Ostrobotnia Settentrionale. Fino al 31 dicembre 2015 il comune è stato situato nella regione del Kainuu, nel distretto di Kajaani.

## Geografia fisica
Il comune è localizzato in prossimità del Parco nazionale di Rokua. Vaala si affaccia sull'Oulujärvi, possedendone territorialmente il 40%. È il 53º comune della nazione, sui 336 presenti, per superficie territoriale mentre è il 238º a livello nazionale per popolazione.

## Infrastrutture e trasporti

### Strade
Vaala si trova lungo la Strada nazionale 22, a metà fra Kajaani e Oulu.